# Эль-Хруб
Эль-Хруб (араб. الخروب‎) — город на северо-востоке Алжира, на территории вилайета Константина. Административный центр одноимённого округа.

## Географическое положение
Город находится в южной части вилайи, в горной местности Атласа, на высоте 596 метров над уровнем моря.

Эль-Хруб расположен на расстоянии приблизительно 330 километров к востоку от столицы страны, города Алжира.

## Демография
По данным переписи, на 2008 год население составляло 179 033 человека.
Динамика численности населения города по годам:
| 1977   | 1987   | 1998   | 2008    | 2012    |
| ------ | ------ | ------ | ------- | ------- |
| 14 962 | 42 261 | 88 498 | 179 033 | 232 636 |

## Транспорт
В 3 километрах к западу от города расположен аэропорт Мохамед Будиаф.

## Города-партнёры
- Мюлуз, Франция (с 2000 года)